# Linda di Chamounix
Linda di Chamounix és un melodramma semiserio en tres actes per Gaetano Donizetti sobre el llibret en italià escrit per Gaetano Rossi. Es va estrenar a Viena, al Kärnthnertortheater, el 19 de maig de 1842. A Catalunya, es va estrenar al Liceu en la seva primera temporada de l'any 1847.
Linda di Chamounix suposa la primera de les òperes compostes per Donizetti per a la cort vienesa, i va ser tal l'èxit assolit que l'emperador va anomenar al seu autor compositor de la cort i mestre de la capella imperial. L'emperadriu, que va assistir també a l'espectacle, va regalar al músic una banda amb una dedicatòria personal brodada en or. L'obra seria traduïda a l'alemany el 1849, i pot dir-se que d'alguna manera és la més mozartiana de les òperes de Donizetti per la finor de la seva factura i una espècie de malenconia que recorre tota la composició, barrejada amb elements d'humor, ja que pertany al gènere semiseriós.
L'obra està situada en el punt intermedi entre el Classicisme i el Romanticisme. El personatge femení va ser creat per a una de les més il·lustres dives del segle xix, Eugenia Tadolini, destacant l'ària O luce di quest'anima.

## Sinopsi
L'obra tracta d'una noia savoiana que, per salvar els seus pares de la misèria, accedeix a les (poc honestes, com es veurà) atencions del Marquès de Boisfleury. Després d'un dramàtic enfrontament amb el seu pare, Linda perd la raó, però la recuperarà en escoltar la cançó del seu amic Pierotto, que s'escolta a tall de nostàlgic leitmotiv al llarg de l'òpera.
Linda fugirà a París, on coneixerà el verdader amor en forma d'un jove noble que casualment és nebot del marquès. La mare del jove s'oposa, tanmateix, a l'enllaç i Linda tornarà trastornada pel despit el seu poble. Fins allà anirà a buscar-la el galant enamorat, superada l'oposició familiar i, en un final feliç, tots celebraran junts el seu amor.